# Heteristius cinctus
Heteristius cinctus is een  straalvinnige vissensoort uit de familie van zandsterrenkijkers (Dactyloscopidae). De wetenschappelijke naam van de soort is voor het eerst geldig gepubliceerd in 1916 door Osburn & Nichols.
De soort staat op de Rode Lijst van de IUCN als niet bedreigd, beoordelingsjaar 2007.